# Ensina longiceps
Ensina longiceps är en tvåvingeart som först beskrevs av Friedrich Georg Hendel 1914.  Ensina longiceps ingår i släktet Ensina och familjen borrflugor. Inga underarter finns listade i Catalogue of Life.